# Tom a Jerry ve filmu
Tom a Jerry ve filmu (Původní název: Tom and Jerry: The Movie, Český VHS název (Guilda): Tom a Jerry, Český VHS a DVD titul (Warner): Tom a Jerry: Film) je animovaný film z roku 1992 režírovaný Philem Romanem, scénář napsal Dennis Marks a produkoval Live Entertainment, Turner Entertainment Co., WMG Film a Film Roman. Film měl poprvé premiéru v Německu 1. října 1992 (v distribuci Jugendfilm-Verleih) 30. července 1993 byl uveden v USA (v distribuci Miramax Films).
Film měl v Československu premiéru 13. listopadu 1992 (v distribuci INTERAMA, s.a.) a byl dabován do češtiny i slovenštiny.

## Obsazení[5]
| Postava                 | Původní dabing | Český dabing (kino, VHS, HBO)                                                                         | Český dabing (VHS, DVD, ČT)                               |
| ----------------------- | --- | --- | --------------------------------------------------------- |
| Tom                     | Richard Kind | Jiří Lábus                                                                                            | Pavel Vondra                                              |
| Jerry                   | Dana Hill | Aťka Janoušková                                                                                       | Yvetta Blanarovičová                                      |
| Robyna Starlingová      | Anndi McAfee | Zlata Adamovská                                                                                       | Eva Spoustová                                             |
| teta Pristine Figg      | Charlotte Rae | Jitka Molavcová                                                                                       | Helena Dytrtová                                           |
| právník Patolízal       | Tony Jay | Alfred Strejček                                                                                       | Bohdan Tůma                                               |
| nenažraný pes Ferdinand | Michael Bell | Otto Lackovič                                                                                         | Radovan Vaculík                                           |
| doktor Applecheek       | Henry Gibson | Stanislav Fišer                                                                                       | Dalimil Klapka                                            |
| kapitán Kiddie          | Rip Taylor | Jiří Bruder                                                                                           | Radovan Vaculík                                           |
| Kvakoš                  | Howard Morris | Ondřej Vetchý                                                                                         | Zbyšek Pantůček                                           |
| Puggsy                  | Ed Gilbert | Rudolf Pellar                                                                                         | Zbyšek Pantůček                                           |
| Frankie da Flea         | David L. Lander | Lenka Kořínková                                                                                       | Bohdan Tůma                                               |
| Starling                | Ed Gilbert | Jiří Havel                                                                                            | Radovan Vaculík                                           |
| Titulky                 | – | Vladimír Fišer                                                                                        | Bohdan Tůma                                               |
| Další hlasy             | B. J. Ward, Michael Bell, Tino Ansana, Raymond McLeod, Mitchell D. Moore, Scott Wojahn, Don Messick, Sydney Lassick a Greg Burson | Otto Lackovič, Vladimír Kudla, Josef Zíma, Radovan Vaculík, Bohdan Tůma, Libuše Štědrá a Radvít Novák | Zbyšek Pantůček, Radovan Vaculík, Pavel Šrom, Bohdan Tůma |

| Technické kredity  | Technické kredity   | Technické kredity |
| ------------------ | ------------------- | ----------------- |
| Překlad            | Ivan Boukal         | Jan Kohout        |
| Hudební spolupráce | Josef Pech          | –                 |
| Texty písní        | Vladimír Poštulka   | Zbyšek Pantůček   |
| Script             | Jaroslava Drahotová | –                 |
| Zvuk               | Josef Hubka         | Miloš Zajdl       |
| Střih              | Jana Stejskalová    | –                 |
| Vedoucí výroby     | Jiří Beránek        | –                 |
| Dialogy a režie    | Július Matula       | Jitka Tošilová    |
| Vyrobil            | Golem film          | AVF studio Zero   |
| Produkce           | –                   | Jiří Beránek      |